# Arthur Hermann
Arthur Hermann (Mulhouse, Francia, 16 de octubre de 1893-en Belfort Francia, 28 de marzo de 1958) fue un gimnasta artístico francés, subcampeón olímpico en 1924 en el concurso por equipos.

## Carrera deportiva
En las Olimpiadas celebradas en Amberes (Bélgica) en 1920 consigue el bronce en el concurso por equipos del "sistema europeo", mientras que los italianos consiguen el oro y los belgas la medalla de plata. Su equipo de compañeros fueron los gimnastas: Georges Berger, Émile Bouchès, René Boulanger, Alfred Buyenne, Léon Delsarte, Lucien Démanet, Paul Durin, Georges Duvant, Fernand Fauconnier, Eugène Cordonnier, Albert Hersoy, André Higelin, Auguste Hoël, Louis Kempe, Georges Lagouge, Paulin Lemaire, Ernest Lespinasse, Émile Martel, Jules Pirard, Eugène Pollet, Georges Thurnherr, Marco Torrès, François Walker, Julien Wartelle y Paul Wartelle.
Y en los JJ. OO. de París 1924 gana la plata en el concurso por equipos, de nuevo tras los italianos y por delante de los suizos, siendo sus compañeros en esta ocasión: Léon Delsarte, François Gangloff, Jean Gounot, Eugène Cordonnier, André Higelin, Joseph Huber y Albert Séguin.